# Carmen Noreña Rodríguez
Carmen Noreña Rodríguez, conocida deportivamente como Chuli (Santander, España, 18 de octubre de 2000) es una jugadora española de fútbol sala. Juega de ala-cierre y su equipo actual es el CD Leganés FS de la Primera División de fútbol sala femenino de España.

## Trayectoria
Comenzó a jugar en categoría benjamín con el Herrera de Camargo, posteriormente se fue al Guarnizo en donde estuvo hasta su época de cadete, para pasar posteriormente al Ribamontán al Mar, en este club debutó en la segunda división, pero tuvo que esperar a cumplir los quince años. En la temporada 2018-19 ficha por el Leganés FS, equipo con el que debutó en primera división el 29 de septiembre de 2018 en la primera jornada en un partido disputado contra la AD Alcorcón.
Ha jugado con la selección cántabra desde que era infantil en 2013, pasando por todas las categorías, y en la madrileña cuando empezó a jugar con el Leganés en 2019, también con el equipo de la Universidad Rey Juan Carlos I, donde se proclamó campeona de España universitaria en el año 2021 y campeona Europea universitaria en 2022 en Polonia.

## Selección nacional
En octubre de 2017 fue convocada por la selección española sub-17 y debutó el 17 de octubre de 2017 en Nazaré, Portugal, jugó dos partidos contra la selección portuguesa sub-17, ganando uno de los encuentros y empatando el otro.

## Estadísticas
Clubes
 Actualizado al último partido jugado el 6 de junio de 2023.
| Club | Div.          | Temporada     | Liga  | Liga  | Liga       | Liga      | Copas nacionales(1) | Copas nacionales(1) | Copas nacionales(1) | Copas nacionales(1) | Torneos internacionales(2) | Torneos internacionales(2) | Torneos internacionales(2) | Torneos internacionales(2) | Total(3) | Total(3) | Total(3)   | Total(3)  |
| Club | Div.          | Temporada     | Part. | Goles | Amonestado | Expulsado | Part.               | Goles               | Amonestado          | Expulsado           | Part.                      | Goles                      | Amonestado                 | Expulsado                  | Part.    | Goles    | Amonestado | Expulsado |
| --- | ------------- | ------------- | ----- | ----- | ---------- | --------- | ------------------- | ------------------- | ------------------- | ------------------- | -------------------------- | -------------------------- | -------------------------- | -------------------------- | -------- | -------- | ---------- | --------- |
| Ribamontán al Mar · España |               |               |       |       |            |           |                     |                     |                     |                     |                            |                            |                            |                            |          |          |            |           |
| 2.ª |               |               |       |       |            |           |                     |                     |                     |                     |                            |                            |                            |                            |          |          |            |           |
| |               | -             | -     | -     | -          | -         | -                   | -                   | -                   | -                   | -                          | -                          |                            | -                          | -        | -        |            |           |
| Total club | Total club    | -             | -     | -     | -          | -         | -                   | -                   | -                   | -                   | -                          | -                          | -                          | -                          | -        | -        | -          |           |
| CD Leganés FS · España |               |               |       |       |            |           |                     |                     |                     |                     |                            |                            |                            |                            |          |          |            |           |
| 1.ª |               |               |       |       |            |           |                     |                     |                     |                     |                            |                            |                            |                            |          |          |            |           |
| 2018-19 | 26            | 2             | 1     | 0     | -          | -         | -                   | -                   | -                   | -                   | -                          | -                          | 26                         | 2                          | 1        | 0        |            |           |
| 2019-20 | 22            | 4             | 3     | 0     | 2          | 0         | 0                   | 0                   | -                   | -                   | -                          | -                          | 24                         | 4                          | 3        | 0        |            |           |
| 2020-21 | 25            | 10            | 5     | 0     | 2          | 2         | 0                   | 0                   | -                   | -                   | -                          | -                          | 27                         | 12                         | 5        | 0        |            |           |
| 2021-22 | 30            | 7             | 5     | 0     | 2          | 0         | 0                   | 0                   | -                   | -                   | -                          | -                          | 32                         | 7                          | 5        | 0        |            |           |
| 2022-23 | 21            | 1             | 4     | 0     | 0          | 0         | 0                   | 0                   | -                   | -                   | -                          | -                          | 21                         | 1                          | 4        | 0        |            |           |
| Total club | Total club    | 124           | 24    | 18    | 0          | 6         | 2                   | 0                   | 0                   | -                   | -                          | -                          | -                          | 130                        | 26       | 18       | 0          |           |
| Total carrera | Total carrera | Total carrera | 124   | 24    | 18         | 0         | 6                   | 2                   | 0                   | 0                   | -                          | -                          | -                          | -                          | 130      | 26       | 18         | 0         |
| (1) Incluye datos de Copa de España / Supercopa de España. (2) Incluye datos de Campeonato de Europa de Clubes. (3) No incluye datos de partidos amistosos. |               |               |       |       |            |           |                     |                     |                     |                     |                            |                            |                            |                            |          |          |            |           |

## Palmarés y distinciones
- Campeona de España universitaria: 1

2021.
- Campeona de Europa universitaria: 2

2022, 2023.